# ジェームズ・ガンバート
ジェームズ・ガンバート（James Gumbert、1963年11月18日 - ）は、アメリカ合衆国の車いすラグビー指導者、元選手。現在車いすラグビーアメリカ合衆国代表のヘッドコーチを務めている。

## 略歴
現役時代、車いすラグビーをやっていた。
2005年、アメリカ代表のヘッドコーチに就任。
そして2021年、東京2020パラオリンピック競技大会ではアメリカ代表2度目となる銀メダル獲得。